# Novalena laticava
Novalena laticava är en spindelart som först beskrevs av Kraus 1955.  Novalena laticava ingår i släktet Novalena och familjen trattspindlar.
Artens utbredningsområde är El Salvador. Inga underarter finns listade i Catalogue of Life.